# Patrick Wosniak
Pas d'image ? Cliquez ici

a Compétitions nationales et continentales officielles uniquement.

b Matchs officiels uniquement.
Patrick Wozniack est un joueur et entraineur français de rugby à XIII.
En tant qu'entraineur, il a la particularité d'avoir fait le doublé coupe championnat avec l'équipe espoir de Saint-Estève en 1997, et l'année suivante le doublé avec l'équipe première.

## Biographie
Il est éducateur de formation.

## Carrière en Rugby à XIII

### Clubs
Patrick Wozniack a été formé à Villefranche-de-Rouergue avant d'aller jouer à Villeneuve puis à Saint Estève.
Il est ancien arrière international de Villefranche-de-Rouergue et Saint-Estève.

### Équipe de France
- International (3 sélections) : 1984-1986[5]

## Palmarès

### Club
- Championnat de France:
  - Finaliste en 1992  (Saint-Estève)
- Coupe de France:
  - Champion en 1993 (Saint-Estève)